# Miconia clivorum
Miconia clivorum är en tvåhjärtbladig växtart som beskrevs av John Julius Wurdack. Miconia clivorum ingår i släktet Miconia och familjen Melastomataceae. Inga underarter finns listade i Catalogue of Life.